# Zamek Hadleigh (obraz Johna Constable’a)

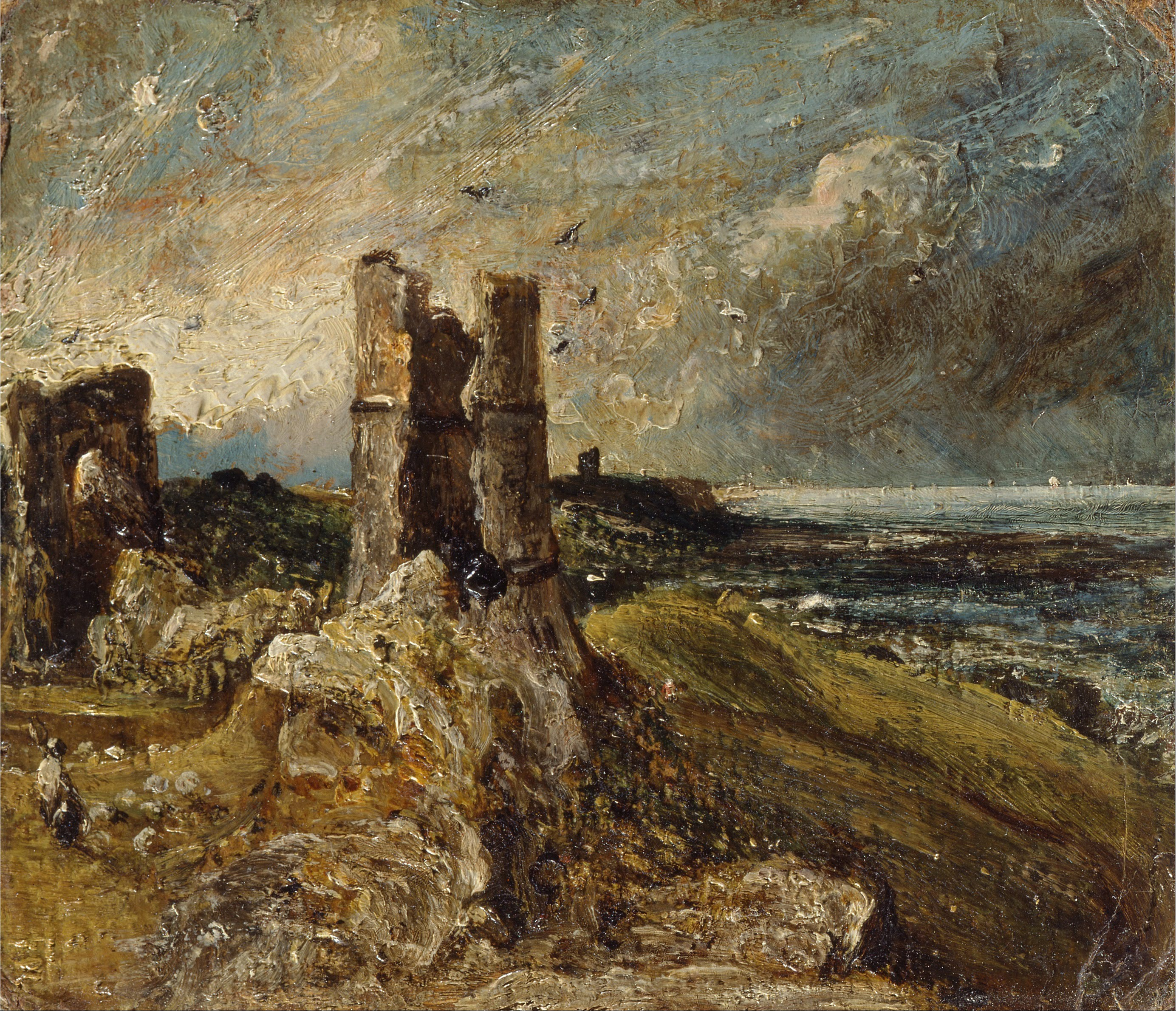
Pierwszy mały (20 × 24 cm) szkic olejny z 1828

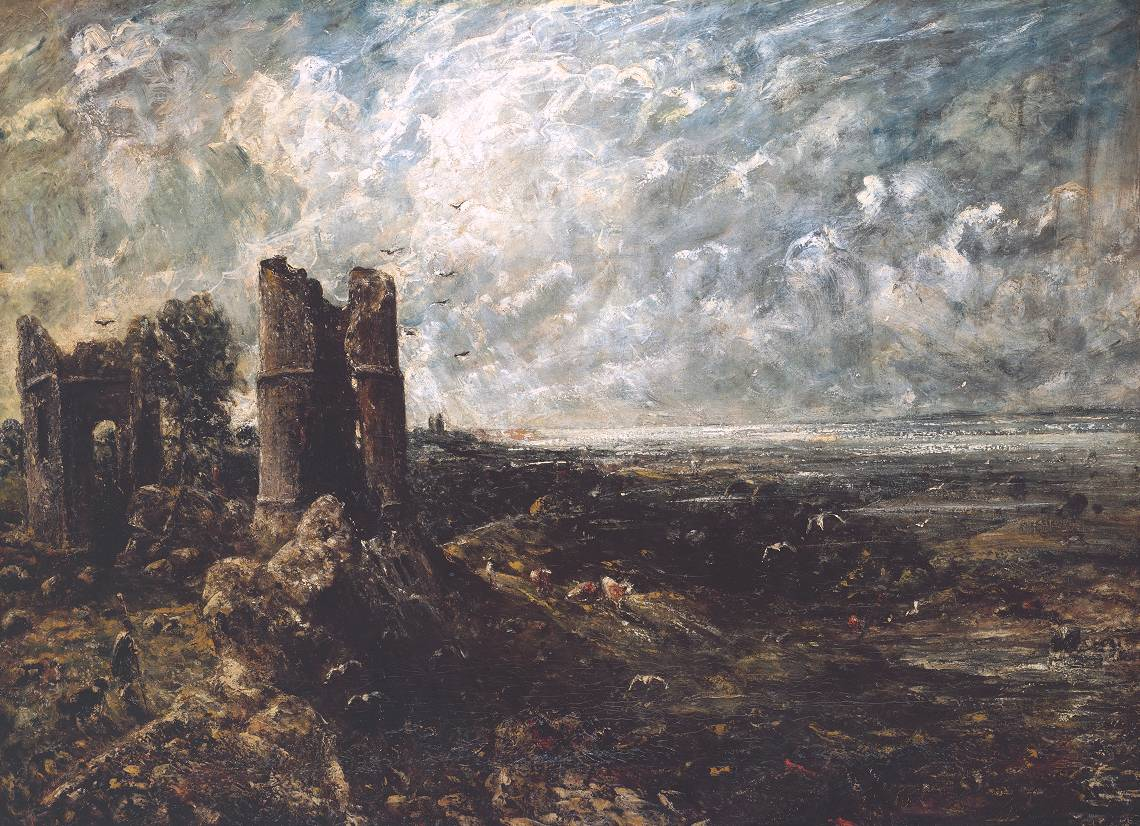
Zamek Hadleigh – studium pełnowymiarowe (122,6 × 167,3 cm) z Tate Britain w Londynie

Zamek Hadleigh. Ujście Tamizy – poranek po burzowej nocy (ang. Hadleigh Castle) – obraz angielskiego malarza Johna Constable’a z 1829, namalowany techniką olejną na płótnie o wymiarach 121,9 × 164,5 cm, znajdujący się w zbiorach Yale Center for British Art w New Haven w amerykańskim stanie Connecticut.

## Opis obrazu
Obraz przedstawia ruiny XII-wiecznego zamku Hadleigh u ujścia Tamizy. Wzbijające się w niebo ruiny budowli dominują na płótnie, na prawo od nich znajduje się pejzaż z morzem i ciemnoszarymi chmurami. W lewym dolnym rogu widoczny jest ubrany w czerwoną kamizelkę wędrowiec – motyw pojawiający się na licznych płótnach Constable’a – zmierzający z łaciatym psem ku wybrzeżu. Ponury nastrój obrazu krytycy odczytali jako stan ducha artysty, który popadł w depresję po śmierci żony w listopadzie 1828. W 1829 obraz został zaprezentowany na wystawie w Królewskiej Akademii Sztuk Pięknych w Londynie.

## Wcześniejsze wersje
Pierwszy niewielki szkic ołówkiem ukazujący krajobraz z ruinami zamku powstał w 1814. Constable przebywał wówczas w Southend. Z tego okresu zachował się list do jego przyszłej żony Marii, w którym pisał: 

W Hadleigh znajdują się ruiny zamku, z którego jest dobry widok na wzgórza Kent, półwysep North Foreland i widać wiele mil morza.

 W 1828 Constable powrócił do tematu i wykonał mały szkic olejny, bazując na szkicu sporządzonym przed laty. Olejny szkic wzbogacił postacią pasterza, a w dolnym lewym rogu umieścił stado owiec. W tym samym czasie wykonał kolejne, pełnowymiarowe studium olejne. Wersja, znajdująca się obecnie w Tate Britain, została powiększona o szeroki widok linii brzegowej morza; owce pasterza zostały zastąpione psem, po lewej stronie wieży zamkowej artysta domalował drzewo, dodał kilka pasących się krów i mewy na niebie. W 1829 Costable namalował ostateczną wersję Zamku Hadleigh.